# Mare Hutton
La Mare Hutton va ser una farmacèutica i herbolària britànica del segle XVIIII que va descobrir els beneficis de la digitalis en el tractament dels problemes de cor. També se la coneix com a Sra. Hutton o la Vella de Shropshire.
Tal com indica el seu cognom, provenia de Shropshire, Anglaterra. Practicava la medicina general amb èxit però es va fer famosa per la seva manera de tractar malalties del cor, problemes renals i gota. Va descobrir la utilitat de la planta de la digitalis en el tractament. Va fer proves amb la planta fins que la va analitzar científicament. Va afegir altres varietats d'herbes en la preparació d'un preparat especial que donava com a remei als que ho necessitaven.
Una de les seves històries d'èxit més famoses va ser amb el degà de Brazen de la Universitat d'Oxford, el Dr. Cauley el 1776. Va anar-la a trobar amb un cas sever d'hidropèsia. Durant el segle xviii es considerava una malaltia mortal. Ella ho va guarir amb èxit.
William Withering va sentir a parlar d'aquest cas reeixit i va començar a buscar la mare Hutton per descobrir els ingredients de la recepta secreta del preparat. El 1785 la va convèncer a comercialitzar el preparat i, després de descobrir que la clau era la digitalis, va publicar el document An Account of the Foxglove and Some of Its Medical Uses i des de llavors es va associar a Withering amb el descobriment de la digitalis, en comptes de la vertadera descobridora, Hutton.
Hi ha qui defensa que en realitat, la "Mother Hutton" és un personatge inventat. Aquestes veus argumenten que va aparèixer representada per primera vegada el 1928 en una il·lustració del príncep William Meade com a part d'una campanya publicitària de Parke-Davis per a comercialitzar preparats de digitalis. I prenen com argument que no hi ha cap esment de Hutton als treballs de Withering. En qualsevol cas, a partir del 1928, Hutton va passar de ser una imatge en un cartell de publicitat a una aclamada dona sàvia, herbolària, farmacèutica i metge de Shropshire que havia estat enganyada i privada del seu veritable reconeixement pels mètodes sense escrúpols del Dr. Withering.